# Ercole I. d’Este

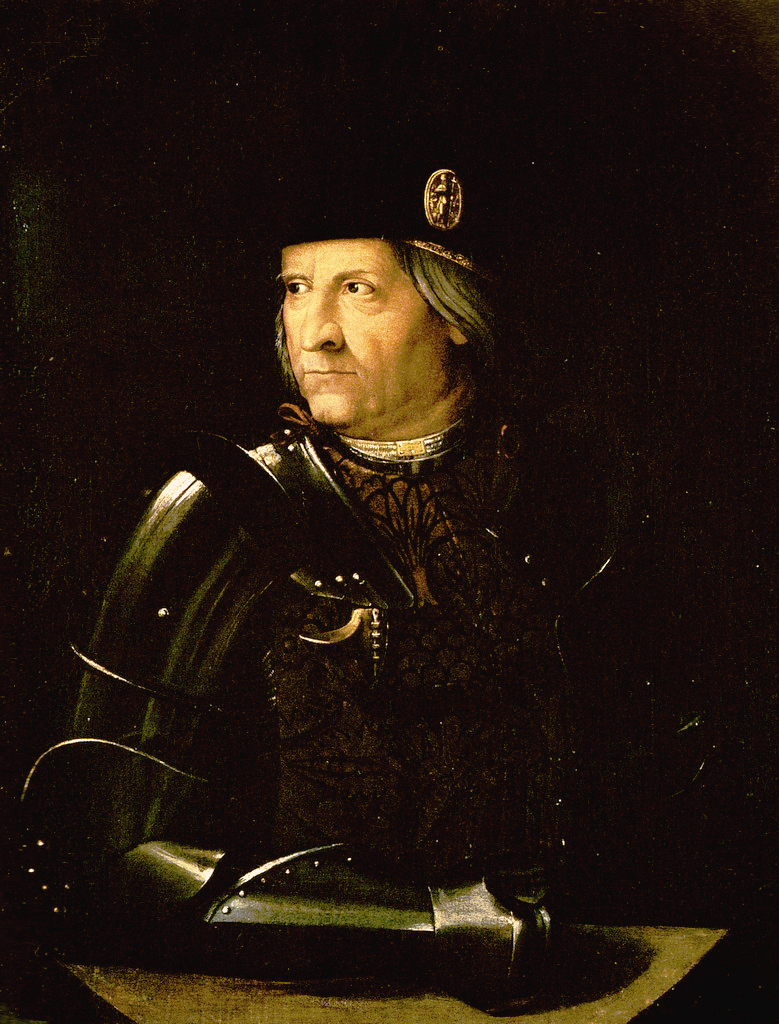
Dosso Dossi, Ercole I. d’Este, Galleria Estense

Ercole I. d’Este (* 26. Oktober 1431 in Ferrara; † 15. Juni 1505 ebenda) war eines der ehelichen Kinder Niccolòs III. d’Este, des Markgrafen von Ferrara, Modena und Reggio aus dem Hause Este. Er folgte seinem Halbbruder Borso d’Este am 20. August 1471 als Herzog der genannten Gebiete nach.
Ercoles Leistung ist die wirtschaftliche und kulturelle Blüte seiner Herzogtümer. Er ließ Ferrara ab 1490 durch den Architekten Biagio Rossetti (1447–1516) befestigen, aber auch erweitern, wobei erstmals in Europa – bei einem mittelalterlichen Stadtkern – breite und gerade Straßen gebaut wurden.
Ercole I. war seit dem 3. Juli 1473 mit Eleonora von Aragón (1450–1493) verheiratet, der Tochter König Ferdinands I. Mit seiner Frau hatte er sechs Kinder, von denen vier zu den wichtigsten Mitgliedern der Familie gehören; mindestens zwei außereheliche Kinder waren anerkannt.
- Lucrezia d’Este (ca.  1470–1517/19, unehelich) ⚭ 1487 Annibale II. Bentivoglio (1469–1540)
- Isabella d’Este (1474–1539) ⚭ 1490 Gianfrancesco II. Gonzaga (1466–1519), Markgraf von Mantua
- Beatrice d’Este (1475–1497) ⚭ 1491 Ludovico Sforza (1452–1508) Herzog von Mailand
- Alfonso I. d’Este (1476–1534), Herzog 1505, ⚭ 1) 1491 Anna Sforza (1473–1497), Tochter Galeazzo Maria Sforzas, ⚭ 2) 1502 Lucrezia Borgia (1480–1519), ⚭ 3) Laura Dianti († 1573)
- Ferrante d’Este (1477–1540)
- Giulio d’Este (1478–1561, unehelich)
- Ippolito I. d’Este (1479–1520), Kardinal 1493
- Sigismondo d’Este (1480–1524)